# Theophil Franz Singer
Theophil Franz Singer O.Praem. (1. ledna 1760 Praha – 12. prosince 1831 Žatec) byl řeholní kněz a žatecký děkan, který ve své době patřil k nejváženějším osobnostem města Žatec.

## Život
Jako premonstrát příslušel ke strahovskému klášteru. Do Žatce přišel v roce 1786. Zde nejprve vyučoval na starém žateckém gymnáziu, kde se stal výkonným zástupcem ředitele. V letech 1804–1831 byl žateckým děkanem. V Žatci byl uznávám pro svou vzdělanost a přehled. Jak uvádí ve své knize o Žatci Adolf Seifert, získal tím oblibu především u vyšších vrstev společnosti, jako byli majitelé okolních panství i důstojníci ze žatecké posádky. Aby stihl plnit své četné povinnosti, po městě Žatec a jeho okolí se pohyboval na svém jezdeckém koni. Svým přístupem se výrazně odlišoval od svého předchůdce děkana Liboria Schirla, který byl rodilý Žatečan a byl uznáván především u nižších vrstev. Schirl zemřel 26. dubna 1804 ve věku 54 let a byl pohřben u sv. Mikuláše. Jeho ostatky byly později přeneseny na nový hřbitov.
Singer byl děkanem v náročném období napoleonských válek. Tehdy krajem procházela vojska spojeneckých armád, která bylo třeba živit, ubytovat, léčit a také jim poskytovat duchovní útěchu. Klidnější období pro něj nastalo až po skončení napoleonských válek ve 20. letech 19. století, kdy se opět budovalo a slavilo. Jako děkan se tedy účastnil nejrůznějších akcí, které Žatec pořádal. Součástí různých oslav byla přirozeně bohoslužba, kterou vedl. 27. července 1826 byl při pokládání základního kamene žateckého řetězového mostu, jehož architektem byl Bedřich Schnirch, a zúčastnil se i jeho otevření 4. října 1827. Rakouský císař František I. ocenil jeho zásluhy 21. 4. 1827 udělením zlaté civilní medaile. K proslulým panovnickým návštěvám v Žatci však došlo až za jeho nástupce děkana Oswalda.
Poslední rok jeho života ho zastupoval jeho pozdější nástupce Norbert Josef Oswald. Po smrti byly jeho ostatky uloženy 15. prosince 1831 uprostřed haly v kostele sv. Jakuba. V předsálí kostela sv. Jakuba byla na zdi dlouho umístěna litinová pamětní deska s jeho životopisnými údaji. Dnes je uložena v Regionální muzeum K. A. Polánka v Žatci. U příležitosti instalace jeho nástupce roku 1832 vznikla i příležitostná báseň, vyjadřující smutek ze Singrova odchodu a naděje vkládané do nového děkana.